# Jean Frantz
Jean Frantz est un homme politique français né le 9 mai 1760 à Bischwiller (Alsace) et mort le 14 décembre 1818 à Strasbourg (Bas-Rhin).

## Biographie
Fils d'un pasteur luthérien, il est agrégé de droit de l'université de Strasbourg, membre du jury d'instruction publique du Bas-Rhin et professeur de droit civil et public en 1806. Il est député du Bas-Rhin de 1803 à 1807.

## Sources
- « Jean Frantz », dans Adolphe Robert et Gaston Cougny, Dictionnaire des parlementaires français, Edgar Bourloton, 1889-1891 [détail de l’édition]